# 蔣行義
蔣行義（1551年—1628年），字思弼，號恪箴，福建福州府長樂縣人，軍籍，明朝政治人物。

## 生平
萬曆十三年（1585年）乙酉科福建鄉試三十七名，萬曆十四年（1586年）丙戌科會試一百十名，登三甲第一百七十六名進士，户部观政，授浙江永嘉县知县。重建鸡鸣书院，建文昌祠于学后华盖山。二十六年起补河南淇县知县，官至工部营缮清吏司郎中，三十三年（1605年）55岁时上疏辞官，从此不再出仕，家居二十余年，78岁时病卒于家。

## 家族
曾祖蔣資生；祖父蔣后武；父蔣最申。母黃氏。重庆下。弟見可、尚可、喬遷、喬達、邦教、邦治。子蒋奕芳。